# Tours Odyssey
Les tours Odyssey sont un projet de réaménagement du complexe des Miroirs pour 2026 en trois gratte-ciel mixtes. 
Situé dans le quartier d'affaires de la Défense sur la commune de Courbevoie, près de Paris, les tours C/, O/ et D/ feront respectivement 189, 176 et 110 m de haut. Conçu par les architectes Jean-Luc Crochon, Jeanne Gang et Nayla Mecattaf, l’ensemble totalisera 141 000 m2 (dont 133 000 m2 de surface utile dans les immeubles).
Le permis de construire du projet a été accepté fin décembre 2021.